# Tàu JW 51A
Tàu JW 51A là một tàu thủy chở hàng đến Bắc Cực được gửi từ Vương quốc Anh bởi các đồng minh phương Tây để hỗ trợ Liên Xô trong Thế chiến II. Tàu rời bến vào tháng 12 năm 1942 và cập bến tới các cảng phía bắc của Liên Xô vào cuối tháng đó.
JW 51A không bị quân đội Đức Quốc Xã phát hiện hay tấn công và đến Liên Xô an toàn, không bị hư hại gì.
JW 51A là phiên bản đầu tiên của dòng tàu JW/RA, thay thế cho dòng PQ/QP trước đó đã bị đình chỉ trong mùa hè và mùa thu năm 1942. Đoàn tàu dòng JW được tổ chức để đi từ Loch Ewe, Scotland, chứ không phải Iceland như trước đây, và đi cùng với một tàu khu trục hộ tống đáng kể để bảo vệ chống lại các cuộc tấn công trực diện, điều đó đã được chứng minh hiệu quả với tàu PQ 18. JW 51A là đoàn tàu đầu tiên ngoài Bắc Cực vào mùa đông của năm 1942-1943, và bắt đầu thực hành thuyền đoàn xe nhỏ hơn hai lần hàng tháng trong những tháng mùa đông để giảm các vấn đề về kiểm soát các nhóm lớn của tàu trong bóng tối của đêm cực.

## Lực lượng
JW 51A bao gồm 16 tàu buôn, khởi hành từ Loch Ewe vào ngày 15 tháng 12 năm 1942. Hộ tống chặt chẽ được cung cấp bởi tàu quét mìn <i id="mwGQ">Seagull</i>, hai tàu hộ tống và hai tàu đánh cá trang bị vũ trang. Chúng được hỗ trợ bởi sáu tàu khu trục Hạm đội Nhà do Faulknor chỉ huy. Đoàn tàu ban đầu cũng đi cùng với một nhóm hộ tống địa phương từ Anh.
Một lực lượng tuần dương bao gồm Jamaica, Sheffield và ba tàu khu trục cũng đi theo đoàn xe để bảo vệ chống lại sự tấn công của các đội quân đánh trực diện.
Tàu bảo vệ từ xa được cung cấp bởi Lực lượng Bảo vệ hạng nặng bao gồm tàu chiến King V, tàu tuần dương Berwick và ba tàu khu trục hộ tống.
JW 51A bị đối đầu với một lực lượng gồm ba chiếc thuyền loại U trong một tuyến tuần tra ở Biển Na Uy và máy bay của Luftflotte V có trụ sở tại Na Uy. Một lực lượng bao gồm các tàu tuần dương hạng nặng Hipper, Lützow và sáu tàu khu trục cũng có sẵn, đóng tại Altenfjord.

## Hành trình
JW 51A rời Loch Ewe vào ngày 15 tháng 12 năm 1942, cùng với hộ tống địa phương, gồm ba tàu khu trục và hộ tống thân cận. Ba ngày sau, vào ngày 18 tháng 12, nó được tham gia bởi đoàn hộ tống đại dương, trong khi đoàn hộ tống địa phương khởi hành. Đồng thời, Lực lượng tuần dương và Lực lượng bảo vệ xa xôi từ Scapa Flow cũng được đưa ra biển, đóng quân ở biển Na Uy.
Đoàn tàu không bị máy bay trinh sát Đức nhìn thấy, cũng không bị bất kỳ chiếc thuyền loại U nào phát hiện, vượt biển Na Uy và Barents mà không gặp khó khăn.
Vào ngày 25 tháng 12, JW 51A đã đến Kola Inlet một cách an toàn.

## Kết luận
JW 51A là một khởi đầu thành công cho dòng xe chở hàng JW và đoàn xe mùa đông năm 1942, với sự xuất hiện an toàn của 16 tàu buôn và nguyên, vật liệu chiến tranh mà tàu mang theo.